# クロム酸
クロム酸（クロムさん、chromic acid）とは、化学式が H2CrO4 と表されるクロム(VI)のオキソ酸である。三酸化クロムに水が1分子付加したものに相当する。共役塩基のクロメートアニオン (chromate anion) CrO2−
4 がナトリウムやカリウムなどと塩を作る。それぞれ、クロム酸ナトリウム Na2CrO4、またはクロム酸カリウム K2CrO4 として知られる6価のクロム化合物である。

## 性質
強力な酸化剤である。
二クロム酸との間に以下の平衡が存在する。pH1以下の強酸性条件、もしくは、pH7以上の塩基性条件でクロム酸構造が優位となる。
{\displaystyle {\ce {{2CrO4^{2-}}+{2H3O^{+}}<=>{Cr2O7^{2-}}+3H2O}}}